# STS-88
STS-88 e деветдесет и третата мисия на НАСА по програмата Спейс шатъл и тринадесети полет на совалката Индевър. Това е първият полет (2А) на совалка по строителството на МКС.

## Екипаж
| Пост                    | Астронавт                                              |
| ----------------------- | ------------------------------------------------------ |
| Командир                | Робърт Кабана четвърти космически полет                |
| Пилот                   | Фредерик Стъркоу първи космически полет                |
| Специалист на мисията 1 | Нанси Кюри трети космически полет                      |
| Специалист на мисията 2 | Джери Рос шести космически полет                       |
| Специалист на мисията 3 | Джеймс Нюман трети космически полет                    |
| Специалист на мисията 5 | Сергей Крикальов (Роскосмос) четвърти космически полет |

- Броят на полетите е преди и включително тази мисия;
- Сергей Крикальов лети за втори път на космическа совалка след STS-60 през 1994 г.

## Полетът
Това е първата „строителна“ мисия, изпълнена от НАСА по строителството на Международната космическа станция. Основната задача на мисията е доставка в орбита на американския модул Юнити (Unity) с два стиковъчни адаптера ХАС-1 и ХАС-2 (на английски: РМА-1 и РМА-2) и скачването му към намиращия се вече в космоса руски модул Заря. В товарния отсек на совалката се намират и два демонстрационни спътника MightySat и аржентински изследователски спътник. Тези спътници са пуснати след като се приключват работите, свързани с МКС, и откачането на совалката от станцията.
На третия ден от полета с помощта на роботизираната ръка на совалката е изваден от товарния отсек модулът „Юнити“ (маса 12,8 тона) и е скачен за скачващия възел на совалката. През това време продължава „преследването“ на модула „Заря“, което завършва на следващия ден. Когато последният влиза в обсега на манипулатора на совалката е „хванат“ от него и е скачен към свободния скачващ възел на „Юнити“ (РМА-1). Скачването завършва успешно в 02:48 UTC на 7 декември. В края на същия ден започва първото излизане в открития космос. Основните задачи на астронавтите Джери Рос и Джеймс Нюман са да свържат силови и комуникационни кабели на системите на двата модула. Осъществени са около 40 съединения. Монтирани са и ръкохватки за подпомагане придвижването на астронавтите при бъдещи космически разходки. По време на това излизане астронавтът Рос подобрява рекордът на Томас Ейкърс за продължителност на пребиваването в открития космос за американец. След един ден почивка е осъществено второ излизане от астронавтите, по време на което са демонтирани закрепващите съоръжения, поддържали модула в товарния отсек на совалката, монтират и включват антени за връзка и комуникация и доразкриват напълно антената за автоматично сквачване на руския модул. На осмия ден от полета са отворени всички междинни люкове (6 на брой) модулите и скачващите адаптери. В 19:55 на 10 декември е отворен люка на модула „Юнити“ и Робърт Кабана и Сергей Крикальов, като представители на САЩ и Русия влизат в станцията. В 21:12 е отворен и люка между „Юнити“ и „Заря“. Оттогава станцията става обитаема. До края на този и следващия ден екипажът е зает с активирането на всички системи на станцията. На десетия ден е проведена и третата „космическа разходка“ за монтиране на инструменти и приспособления, улесняващи придвижването по външната страна на станцията. На единадесетия ден совалката и станцията се разделят и совалката прави облитане около нея. В 04:31 на 14 декември е пуснат в орбита аржентинския спътник Argentine Satelite de Aplicaciones/Scientifico-A. На следващия ден екипажът започва подготовка за приземяване. На 15 декември са изстреляни и двата демонстрационни спътника MightySat.
Совалката успешно се приземява в 03:54 на 16 декември. Това е десетото в историята на совалките нощно кацане (22:54 местно време).

## Параметри на мисията
- Маса на совалката при старта: 119 715 kg
- Маса на совалката при приземяването: 90 853 kg
- Перигей: 388 km
- Апогей: 401 km
- Инклинация: 51,6°
- Орбитален период: 92,4 мин.

Скачване с „МКС“
- Скачване: 7 декември 1998, 02:07:00 UTC
- Разделяне: 13 декември 1998, 20:24:30 UTC
- Време в скачено състояние: 6 денонощия, 18 часа, 17 минути, 30 секунди.

### Космически разходки
| № | Участници                | Начало                     | Край                       | Продължителност  |
| - | ------------------------ | -------------------------- | -------------------------- | ---------------- |
| 1 | Джери Рос и Джеймс Нюман | 7 декември 1998 22:10 UTC  | 8 декември 1998 05:31 UTC  | 7 часа 21 минути |
| 2 | Джери Рос и Джеймс Нюман | 9 декември 1998 20:33 UTC  | 10 декември 1998 03:35 UTC | 7 часа 02 минути |
| 3 | Джери Рос и Джеймс Нюман | 12 декември 1998 20:33 UTC | 13 декември 1998 03:32 UTC | 6 часа 59 минути |

Това са първите 3 излизания в открития космос, свързани с МКС. Това са 5, 6 и 7-о излизане за Джери Рос и 1-ви три за Джеймс Нюман.

## Галерия
- Видео от старта на мисия STS-88 (7 мин. 59 сек.)
- Видео от първата космическа разходка (4 мин. 59 сек.)
- Конфигурация на МКС след мисия STS-88
- Поглед от друг ъгъл
- Кацането на совалката